# 小行星3775
小行星3775（3775 Ellenbeth）是一颗绕太阳运转的小行星，为主小行星带小行星。该小行星于1931年10月6日发现。

## 轨道参数
小行星3775的轨道半长轴为2.7869152 UA，离心率为0.232。